# سانتوس دومانت (میناس ژرایس)
سانتوس دومانت (به پرتغالی: Santos Dumont) یک منطقهٔ مسکونی در برزیل است که در مینا ژرایس واقع شده‌است. سانتوس دومانت  ۴۷٬۲۴۴ نفر جمعیت دارد و ۸۳۹ متر بالاتر از سطح دریا واقع شده‌است.